# Kleptochthonius stygius
Espèce
Kleptochthonius stygius est une espèce de pseudoscorpions de la famille des Chthoniidae.

## Distribution
Cette espèce est endémique du Tennessee aux États-Unis. Elle se rencontre dans la grotte Sadler Cave dans le comté de Putnam.

## Description
Le mâle holotype mesure 1,84 mm et la femelle paratype 2,32 mm.

## Publication originale
- Muchmore, 1965 : North American cave pseudoscorpions of the genus Kleptochthonius, subgenus Chamberlinochthonius (Chelonethida, Chthoniidae). American Museum Novitates, no 2234, p. 1-27 (texte intégral).